# 布雷斯特路
布雷斯特路（Rue de Brest）是位于法國里昂第二区的街道，是市中心的主要购物和旅游街之一，與愛德華·赫里歐路平行，起于保罗Chenavard路，以雅各宾广场為終端。

## 历史
这条路原名中央路，1943年6月8日，第二次世界大战末期，市议会将此路改为现名，以几乎彻底被毁的布雷斯特命名，而里昂参与资助其重建。